# 紐黑文鎮區 (明尼蘇達州奧姆斯特德縣)
紐黑文鎮區（英語：New Haven Township）是位於美國明尼蘇達州奧姆斯特德縣的一個行政鎮區。

## 歷史
紐黑文鎮區於1858年成立，得名自康乃狄克州的纽黑文。

## 地方資料
紐黑文鎮區的面積為88.24平方千米，皆為陸地。根據2020年美國人口普查的數據，當地共有人口1261人，而人口密度為每平方千米14.29人。